# Ética de comer carne
La ética de comer carne hace referencia a la pregunta sobre si es ético comer animales no humanos. Es uno de los temas más destacados en ética alimentaria.
El consumo de carne toma en cuenta consideraciones éticas rescatadas de otras corrientes de pensamiento; incluido el posthumanismo; que en su búsqueda de mitigar un conjunto de valores creados en torno a una perspectiva antropocéntrica, busca revolucionar las estructuras de poder del humano entre su misma especie, como con otras. En el caso del consumo de la carne, se replantea la posición de superioridad del humano con respecto a especies cuya carne es consumida y procesada de manera industrial. Dentro del posthumanismo, existe una transformación ética de una perspectiva antropocéntrica a una biocéntrica; donde no deja de tomar en cuenta el bienestar del ser humano, pero no poniéndolo en una posición de poder en comparación con otras especies animales. 
No obstante, si bien las corrientes posthumanistas de pensamiento son disruptivas con respecto a otros procesos humanos, hay subdivisiones éticas con respecto a cómo debería entenderse la reducción del consumo de carne:
Zoocentrismo (amplio o restringido según corresponda), 
Especismo, 
Biocentrismo y
Ecocentrismo
La objeción moral más común a comer carne es que, para la mayoría de las personas que viven en el mundo desarrollado, no es necesario para la supervivencia o la salud. Algunos argumentan que sacrificar animales únicamente porque las personas disfrutan del sabor de la carne es incorrecto y moralmente injustificable. Sin embargo, existen pensadores como Donna Hararway, la cual no ve al veganismo como una alternativa. En gran parte, porque ella considera que ese pensamiento es un discurso de falsa promesa. Según ella la relación que el ser humano tiene con los animales también incluye comerlos. La razón de esto es que la cultura es la forma en la que se crean estos lazos simbióticos. No obstante, hay pensadores como Dressler que se oponen a esta visión porque Haraway solo  se centra en la forma que interconectan los animales a través del trabajo, ya que lo ve desde una perspectiva marxista. Otra cosa en la cual se opone Dressler a la visión de Anne Hararway es que ella permite el sufrimiento animal y lo justifica diciendo que tienen que compartir el dolor para saber lo que significa. Por lo tanto, así como existen corrientes éticas defensoras del veganismo, existe un amplio debate con respecto a cómo debería ser la relación del humano con otras especies.
Los vegetarianos y veganos  también se pueden oponer a las prácticas que subyacen a la producción de carne, o citar sus preocupaciones sobre bienestar animal, derechos de los animales, ética ambiental y motivos religiosos.
En respuesta, algunos defensores del consumo de carne han presentado varios argumentos científicos, nutricionales, culturales y religiosos en apoyo de la práctica. Algunos carnistas solo se oponen a la cría de animales de ciertas maneras, como a la ganadería intensiva, o a matarlos con crueldad; otros evitan solo ciertas carnes, como la ternera o el foie gras. Muchos de los puntos de vista que se presentan en este artículo se podrían extender no solo al consumo de carne sino también al uso de los animales en investigación, alimentación (incluidos huevos y lácteos), vestimenta e industrias del entretenimiento (zoológicos o tauromaquia).

## Argumentos

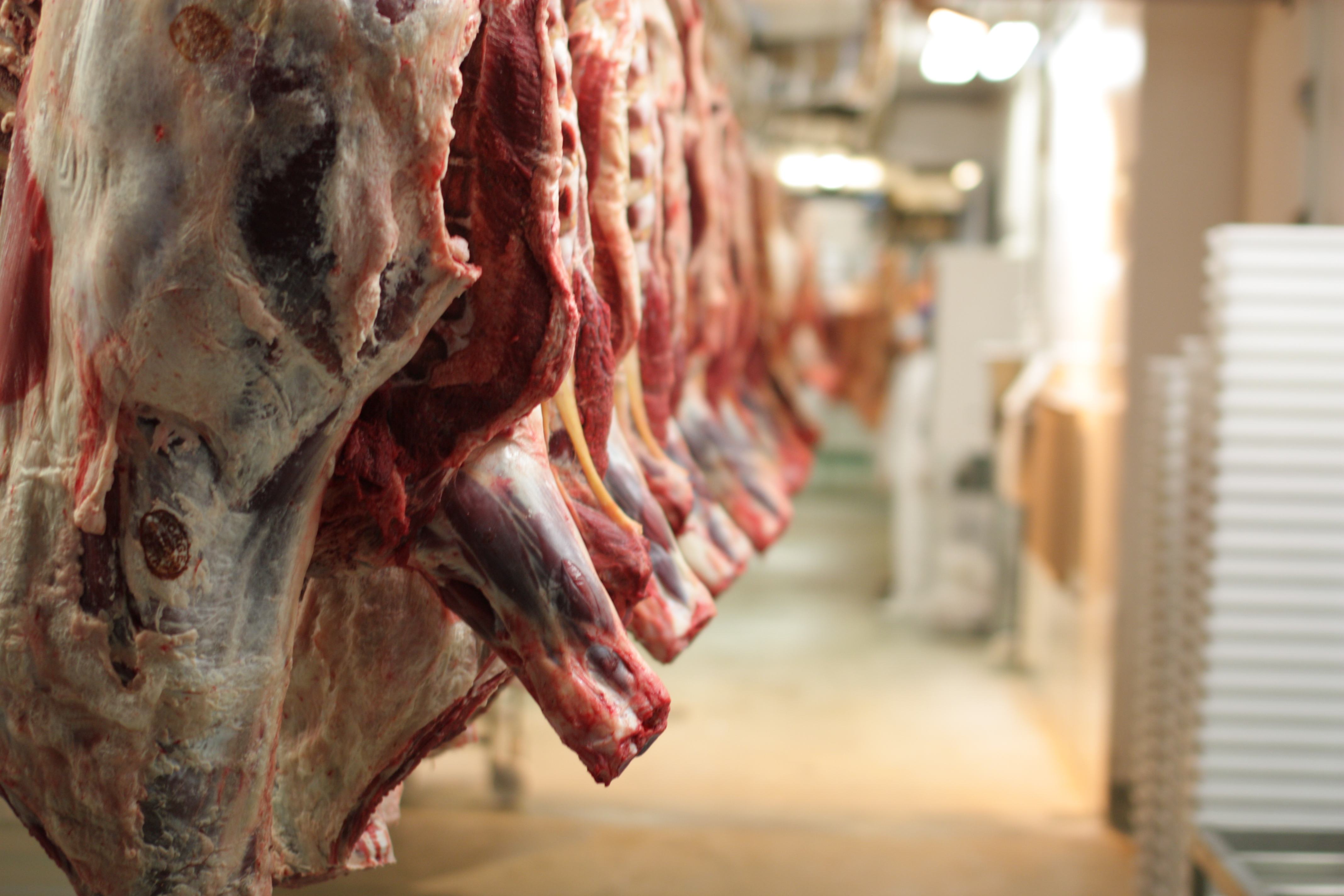
Canales de terneros en un matadero preparadas para su despiece.

Peter Singer, profesor y uno de los pioneros del movimiento de liberación animal, ha argumentado durante mucho tiempo que, si es posible sobrevivir y estar sano sin comer carne, pescado, productos lácteos, o huevos, uno debe elegir esa opción en lugar de causar daños innecesarios a los animales. En Animal Liberation, Singer argumentó que, debido a que los animales no humanos sienten, deberían ser tratados de acuerdo con la ética utilitaria. El trabajo de Singer ha sido ampliamente desarrollado por los filósofos, tanto por los que aceptan el argumento como por los que no, y ha sido aplicado por defensores de los derechos de los animales así como también por vegetarianos y veganos éticos.
Los vegetarianos éticos dicen que las razones para no herir o matar animales son similares a las razones por las cuales no se lastima ni se mata a los humanos. Argumentan que matar un animal, como matar a un humano, solo puede justificarse en circunstancias extremas; por lo tanto consumir una criatura viviente solo por su sabor, por conveniencia o por costumbre no es justificable. Algunos especialistas en ética han agregado que los humanos, a diferencia de otros animales, son moralmente conscientes de su comportamiento y tienen una opción; esta es la razón por la cual hay leyes que gobiernan el comportamiento humano, y por la que está sujeto a estándares morales.
Las preocupaciones éticas vegetarianas se han extendido en los países desarrollados, en particular debido a la difusión de la ganadería industrial, gracias a trabajo de documentación gráfica del sufrimiento animal que conlleva el consumo humano de carne, y a la concienciación medioambiental. Algunos defensores del consumo de carne argumentan que la demanda actual de carne solo se puede satisfacer con un sistema de producción de masa, que no tenga en cuenta el bienestar animal. A medio camino se encuentran los defensores de un sistema de ganadería ecológica y de consumo de animales cazados, para responder a la demanda de carne, pese a que esta solución no acabe de responder a la objeción ética expresada por los vegetarianos al consumo de carne por placer. La reducción del desperdicio de alimentos masivo también contribuiría a reducir el desperdicio de carne y, por lo tanto, a salvar animales. De hecho, según la Organización de las Naciones Unidas para la Agricultura y la Alimentación de las Naciones Unidas, aproximadamente un tercio de los alimentos para consumo humano se desperdicia en todo el mundo (alrededor de 1.300 millones de toneladas por año).
Algunos han descrito el trato desigual de humanos y animales como una forma de especismo y antropocentrismo. Val Plumwood ha argumentado que el antropocentrismo juega un papel en la teoría ecológica que es análogo al que juega el androcentrismo en la teoría feminista y el etnocentrismo en la teoría antirracista. Por analogía con el racismo y el sexismo, Melanie Joy ha llamado al hecho de comer carne carnismo. El movimiento por los derechos de los animales busca poner fin a la rígida distinción moral y legal que se establece entre los animales humanos y no humanos, con el fin de acabar con su consideración como propiedad y erradicar su uso en investigación, alimentación, vestimenta e industrias del entretenimiento. Muchos de estos argumentos también serían válidos como crítica al vegetarianismo, que fomenta el consumo de lácteos y huevos, frente al veganismo. Peter Singer, en su filosofía ética de personismo, argumenta que los animales sienten lo suficiente como para merecer un mejor trato del que reciben. Muchos pensadores han cuestionado la moralidad no solo del doble rasero subyacente al especismo sino también del doble rasero que subyace al hecho de que las personas que apoyan el trato que se les da en nuestra sociedad a las vacas, cerdos y pollos nunca permitirían que se hiciese lo mismo con perros, gatos u otros animales domésticos.
Frente a la perspectiva anterior, que analiza la ética de comer animales con base en los derechos animales, existe la perspectiva que la analiza en base al ecologismo. El agroecólogo Jay Bost fue el ganador del concurso de ensayos sobre la ética de comer carne organizado por The New York Times. Resumió su argumento de la siguiente manera: «comer carne criada en circunstancias específicas es ético, comer carne criada en otras circunstancias no es ético» con respecto al uso medioambiental. Él propone que si «éticamente se define como vivir de la manera más benigna desde el punto de vista ecológico, entonces en circunstancias bastante específicas, de las cuales cada consumidor debe informarse, comer carne es ético». Las circunstancias específicas que menciona incluyen el uso de animales para reciclar nutrientes y convertir el sol en comida. Los éticos como Tom Regan y Peter Singer definen "ética" en términos de sufrimiento en lugar de ecología. Mark Rowlands sostiene que el determinante real de si es ético causar sufrimiento es si existe alguna «necesidad vital» de causarlo; si ese no el caso, entonces causar sufrimiento no es ético.

## Conciencia animal

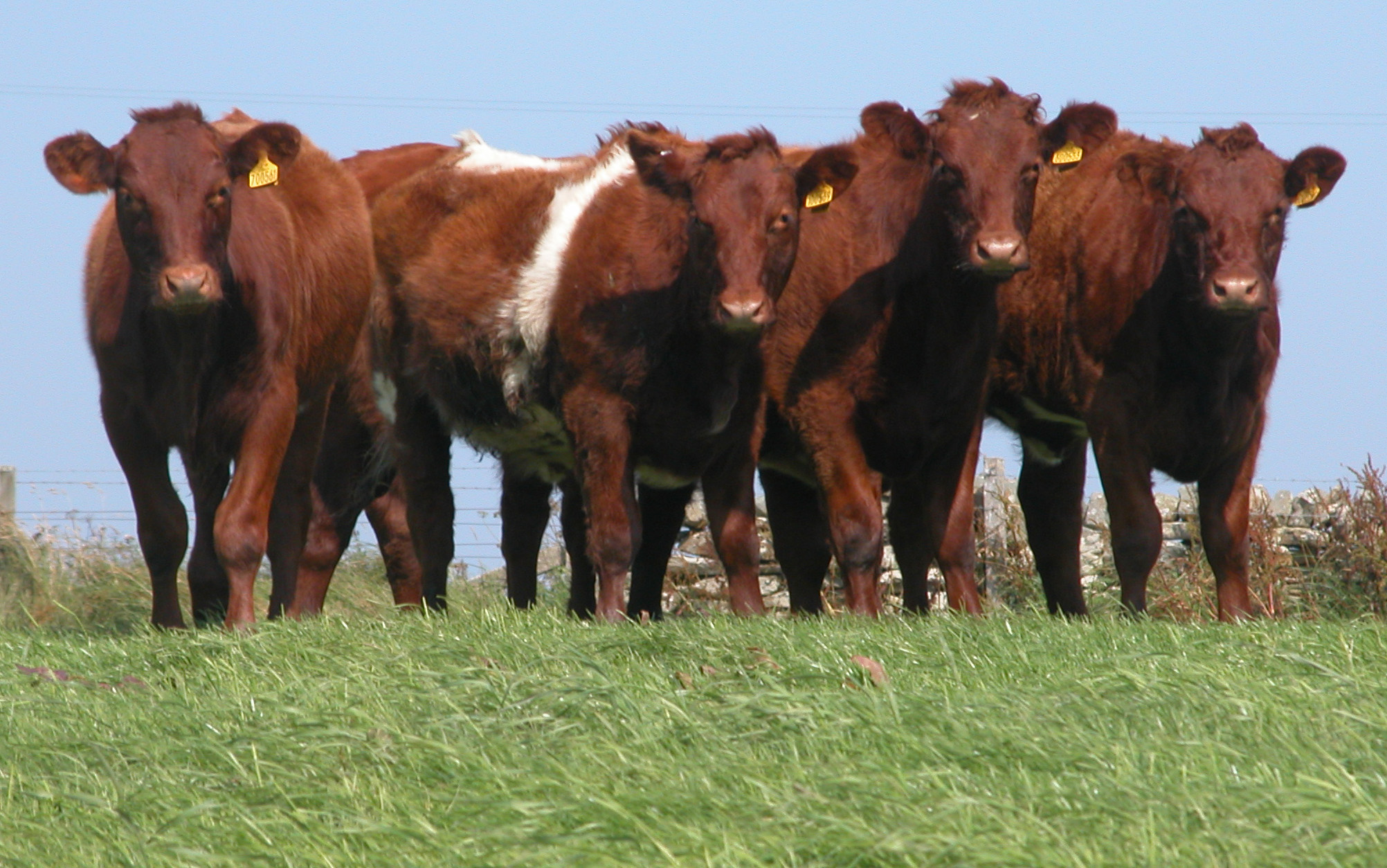
Shorthorn heifers, una raza de vacas.

La etóloga Jane Goodall declaró en el libro de 2009 El mundo interior de los animales de granja que "los animales de granja sienten placer y tristeza, emoción y resentimiento, depresión, miedo y dolor. Son mucho más sensibles e inteligentes de lo que nunca hubiéramos imaginado". En 2012, un grupo de conocidos neurocientíficos declararon en la Declaración de Cambridge sobre la Conciencia en Animales no Humanos, que todos los mamíferos y aves (como es el caso de los animales de granja) y otros animales, poseen los sustratos neurológicos que generan conciencia y son capaces de experimentar estados afectivos. Eugene Linden, autor de El lamento del loro, sugiere que muchos ejemplos de comportamiento e inteligencia animal parecen indicar que poseen emociones y un nivel de conciencia que normalmente atribuiríamos solo a miembros nuestra propia especie. El filósofo Daniel Dennett responde: 

La conciencia requiere un cierto tipo de organización informativa que no parece estar "cableada" en los humanos, pero que es inculcada por la cultura humana. Además, la conciencia no es un tipo de fenómeno de negro o blanco, de todo o nada, como a menudo se supone. Las diferencias entre los humanos y otras especies son tan grandes que las especulaciones sobre la conciencia animal parecen no tener fundamento. Muchos autores simplemente suponen que un animal como un murciélago tiene un punto de vista, pero parece que hay poco interés en explorar los detalles involucrados.

### Dolor
Un argumento relacionado es el de la capacidad de los animales no humanos de sentir dolor. Si se pudiera demostrar que los animales sufren, como lo hacen los humanos, entonces muchos de los argumentos en contra del sufrimiento humano podrían extenderse a los animales. Uno de los hechos que podría apoyar esto es la inhibición transmarginal, un fenómeno observado tanto en humanos como en algunos animales, similar a crisis nerviosa.
Según lo observado por John Webster (profesor emérito en cría de animales de la Universidad de Bristol): 

La gente ha asumido que la inteligencia está vinculada a la capacidad de sufrir y que debido a que los animales tienen cerebros más pequeños, sufren menos que los humanos. Esa es una lógica patética, los animales inteligentes tienen la capacidad de experimentar placer y están motivados para buscarlo, solo tienes que mirar cómo las vacas y los corderos disfrutan cuando se acuestan con la cabeza elevada hacia el sol en un lugar perfecto durante un día del verano. De la misma manera que lo hacemos los humanos.

### Negación de la conciencia animal
Cuando las personas eligen hacer cosas sobre las cuales son ambivalentes y que tendrían dificultades para justificar, experimentan un estado de disonancia cognitiva, lo que puede llevar a racionalización, negación, o incluso autoengaño. Por ejemplo, un experimento de 2011 descubrió que, cuando el daño que causa su consumo de carne a los animales es explícitamente mostrado a las personas, tienden a calificar a esos animales como menos capaces mentalmente de lo que lo harían cuando no se les muestra explicitamente el daño causado. Esto es especialmente evidente cuando las personas esperan comer carne en el futuro cercano. Tal negación hace que sea menos incómodo para las personas comer animales. Los datos sugieren que las personas que consumen carne hacen todo lo posible para tratar de resolver estas incoherencias morales entre sus creencias y su comportamiento ajustando sus creencias sobre lo que los animales son capaces de sentir. Los veganos éticos argumentan que es el comportamiento el que debería de ser ajustado, en lugar de las creencias.

## Argumento medioambiental

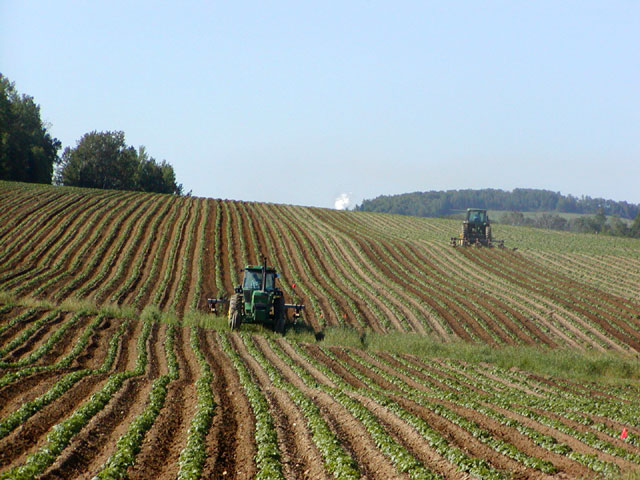
Monocultivo de patatas.

Algunas personas eligen ser vegetarianas o veganas por razones medioambientales.
Según un informe de 2006 de LEAD Livestock's Long Shadow, «la ganadería es uno de los dos o tres sectores con repercusiones más graves en los principales problemas medioambientales a todos los niveles, desde el ámbito local hasta el mundial». El sector ganadero es probablemente la mayor fuente de contaminación del agua (debido a los desechos animales, fertilizantes y pesticidas), lo que contribuye a la eutrofización, a los problemas de salud humana y la aparición de la resistencia a los antibióticos. También representa más del 8% del uso humano de agua a nivel mundial.
La producción ganadera es, con diferencia, la actividad que más tierra necesita, ya que representa el 40% de la superficie terrestre mundial en uso. Probablemente sea el factor principal de pérdida de biodiversidad, ya que causa deforestación, degradación del suelo, contaminación, cambio climático, sobrepesca e invasiones de especies exóticas. Un estudio de 2017 del World Wildlife Fund encontró que el 60% de la pérdida de biodiversidad se puede atribuir los cultivos de forraje a gran escala que son necesarios para alimentar a decenas de miles de millones de animales de granja. La ganadería es también es responsable de al menos el 20% de las emisiones mundiales gases de efecto invernadero, que son la principal causa del cambio climático actual. Esto se debe a la producción de alimentos, la fermentación entérica de rumiantes, el almacenamiento y procesamiento de estiércol y el transporte de productos de origen animal. Las emisiones de gases de efecto invernadero de la producción ganadera superan con creces a las emisiones de gases de efecto invernadero de cualquier otra actividad humana. Algunos autores sostienen que, con diferencia, lo mejor que podemos hacer para frenar el cambio climático es un cambio global hacia una dieta vegana o vegetariana. Un estudio de 2017 publicado en la revista Carbon Balance and Management descubrió que las emisiones mundiales de metano provenientes de la ganadería son un 11% más altas de lo estimado previamente. En noviembre de 2017, 15364 científicos del mundo firmaron una advertencia a la humanidad pidiendo, entre otras cosas, "la promoción de cambios dietéticos hacia alimentos mayoritariamente a base de plantas".
Los animales que se alimentan de cereales o dependen del pastoreo requieren más agua que los cultivos de cereales. Producir 1 kg de carne requiere hasta 15000 litros de agua. Según el Departamento de Agricultura de los Estados Unidos (USDA), los cultivos de alimentos para animales de granja requieren casi la mitad del suministro de agua de EE. UU. y el 80% de su tierra agrícola. Los animales criados para consumo humano en EE. UU. consumen el 90% de la cosecha de soja, el 80% de la cosecha de maíz y el 70% de su grano. Sin embargo, cuando se usa un sistema de ganadería extensiva (a diferencia de la ganadería intensiva), parte del agua y nutrientes se devuelven al suelo para proporcionar un beneficio al pasto. Este ciclo de procesamiento de agua y nutrientes es menos frecuente en la mayoría de los sistemas de producción vegetal, por lo que en estos casos la tasa de eficiencia de la producción animal se puede acercar a la eficiencia de la producción vegetal. Al rastrear la producción de alimentos para animales desde el forraje hasta la mesa, las ineficiencias de la producción de carne, leche y huevo, tienen un ratio de (energía de entrada):(proteína de salida) que va de un 4:1 hasta un 54:1. El resultado es que la producción basada en animales la comida es típicamente mucho menos eficiente que la cosecha de granos, verduras, legumbres, semillas y frutas.
También hay argumentos ecologistas a favor de la moralidad de comer carne. Una de esas líneas argumentales sostiene que la sensibilidad y el bienestar individual son menos importantes para la moral que el bien ecológico mayor. Siguiendo el principio del ecologista Aldo Leopold de que el único criterio para la moralidad es preservar la "integridad, estabilidad y belleza de la comunidad biótica", esta posición afirma que la caza sostenible y la agricultura animal son sanas desde el punto de vista medioambiental y por lo tanto buenas.

## Tradiciones religiosas de comer carne
El hinduismo tiene al vegetarianismo como un ideal por tres razones: el principio de no violencia (ahimsa) aplicado a los animales; la intención de ofrecer solo comida "pura" (vegetariana) o sátvica a una deidad y luego recibirla de nuevo como prasad; y la convicción de que una dieta basada en organismos no sintientes es beneficiosa para el cuerpo y la mente, mientras que la comida no vegetariana es perjudicial para el desarrollo espiritual. El budismo tiene restricciones similares contra los animales heridos. Las prácticas reales de hindúes y budistas varían según su comunidad y según las tradiciones regionales. Los jainas son especialmente cuidadosos en no dañar organismos conscientes. [cita requerida]
La Ley islámica y el judaísmo tienen pautas dietéticas llamadas Halal y Kashrut, respectivamente. En el judaísmo, la carne que se puede consumir de acuerdo con la halakha (ley judía) se denomina kosher mientras que la carne que no cumple con la ley judía se llama treif. Causar dolor innecesario a los animales está prohibido por el principio de tza'ar ba'alei chayim. Si bien no se requiere ni se les prohíbe a los judíos comer carne, varios eruditos medievales del judaísmo, como Joseph Albo e Isaac Arama, consideran al vegetarianismo como un ideal moral.
En el cristianismo tal y como lo practican los miembros de la Iglesia ortodoxa, la Iglesia católica, entre otras, está prohibido comer carne en tiempos de ayuno. Las reglas de ayuno también varían. También hay órdenes monásticas cristianas que practican el vegetarianismo.

## Crítica y respuestas

### Moral

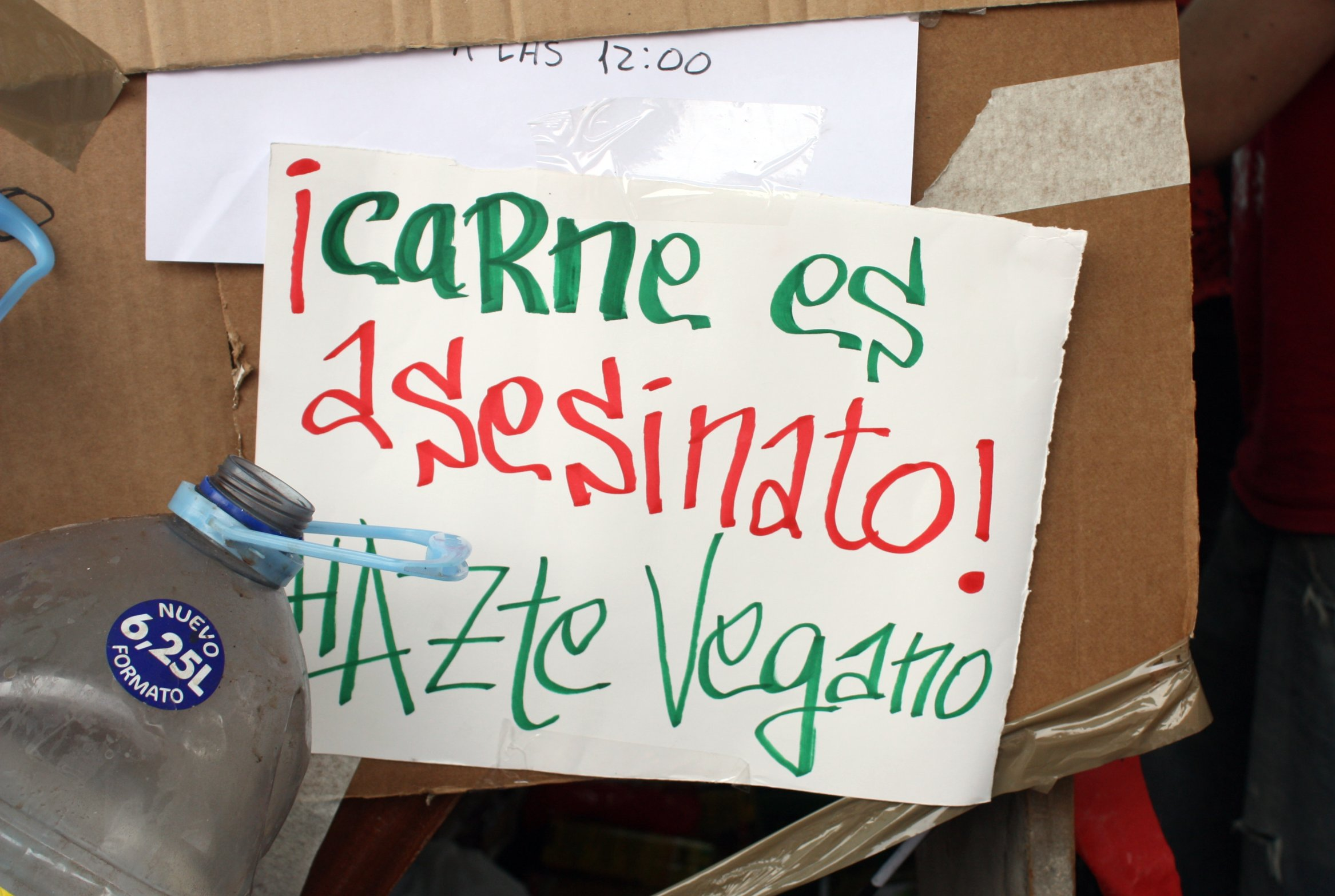
Mensaje favorable al veganismo.

Se ha argumentado que una comunidad moral requiere que todos los participantes puedan tomar decisiones morales, pero los animales son incapaces de tomar decisiones morales (por ejemplo, un tigre no se abstendría de comer un ser humano por estar moralmente mal, sino que decidiría si atacar basándose en sus necesidades de supervivencia y su hambre). Por lo tanto, algunos opositores del vegetarianismo ético argumentan que la analogía entre matar animales y matar gente es engañosa. Por ejemplo, Hsiao (2015) compara la severidad moral de dañar animales con la de arrancar una flor o infectar un ordenador con un virus. Los seres humanos son capaces de sublimar sus instintos para actuar de manera ética mientras que los animales no son capaces, y por lo tanto son desiguales con respecto a los humanos en un nivel moral. Esto no excusa la crueldad, pero implica que los animales no son moralmente equivalentes a los humanos y no poseen los mismos derechos que los humanos. La definición precisa de una comunidad moral no es simple, pero Hsiao define la pertenencia por la capacidad de conocer el propio bien y el de los demás miembros, y ser capaz de entender esto en abstracto. Afirma que los animales no humanos no cumplen este estándar.
Benjamin Franklin describe su conversión al vegetarianismo en el capítulo uno de su autobiografía, pero luego describe por qué dejó (periódicamente) de ser vegetariano en su vida posterior:

... en mi primer viaje desde Boston... nuestra gente se dedicó a la captura de bacalao, y atraparon a muchos. Hasta ahora me había mantenido firme en mi decisión de no comer alimentos de origen animal... Pero anteriormente había sido un gran amante del pescado, y cuando salía caliente de la sartén, olía admirablemente bien. Hice equilibrios durante un cierto tiempo entre mis principios y mi inclinación [a comer pescado], hasta que recordé que, cuando se abrieron los peces, vi a peces más pequeños extraídos de sus estómagos. Entonces pensé: "Si se comen los unos a los otros, no veo por qué no nos los podemos comer a ellos". Así que me puse a comer bacalao de todo corazón, y seguí comiendo con otras personas, volviendo de vez en cuando ocasionalmente a una dieta de vegetales. Lo más conveniente es ser una criatura razonable, ya que le permite a uno encontrar una razón para todo lo que uno tiene que hacer.

La respuesta de los veganos éticos es que los humanos tienen una opción, mientras que los animales no. Por lo tanto, si herir o matar animales no es necesario para la supervivencia o la salud humana (como es necesario para los carnívoros obligados, como los felinos), los humanos pueden decidir dejar de hacerlo. [cita requerida]
Un estudio encontró que aproximadamente el 60% de los profesionales de ética contemporáneos consideran que es "moralmente malo" comer carne de mamíferos. Escribiendo en Current Affairs, Nathan J. Robinson describe a los miles de millones de animales no humanos que sufren y mueren a manos de los seres humanos para su consumo como un "holocausto". Citando a Jeremy Bentham, "La pregunta que hay que hacerse no es, ¿pueden razonar? ni, ¿pueden hablar? sino más bien, ¿Pueden sufrir?", sostiene que es "moralmente reprensible" y "profundamente inmoral".

### Bienestar de los animales
Varios programas que operan en los EE. UU. promueven la noción de que los animales criados para la alimentación pueden ser tratados "humanamente", es decir de forma compasiva. Algunos portavoces de la industria ganadera argumentan que los animales están mejor en confinamiento total. Por ejemplo, según F.J. "Sonny" Faison, el presidente de Carroll's Foods:

Están en instalaciones de confinamiento de vanguardia. Las condiciones en las que tenemos a estos animales son mucho más humanas que cuando estaban en el campo. Hoy están en viviendas que están controladas ambientalmente en muchos aspectos. Y el alimento está ahí para ellos todo el tiempo, y tienen agua, agua dulce. Están atendidos en las mejores condiciones, porque cuanto más sano está animal, mejor crece. Así que estamos muy interesados en su bienestar hasta cierto punto.

En respuesta, los defensores del bienestar animal piden pruebas de que cualquier animal criado en fábrica está mejor en jaulas que al aire libre. Los santuarios de animales argumentan que la mercantilización y la matanza de animales es incompatible con la definición de "humano" (compasión). Destacados activistas y téoricos de los derechos animales como Gary Francione han argumentado que la reducción del sufrimiento animal no es suficiente; que debe abolirse por completo la explotación animal.

### No-cordados
Peter Singer ha señalado que el argumento ético del vegetarianismo no puede aplicarse a toda la comida no vegetariana. Por ejemplo, cualquier argumento en contra de causar dolor a los animales no se aplicaría a los animales que no sienten dolor. También se ha observado a menudo que, si bien se necesitan muchos más granos para alimentar a algunos animales, como las vacas para consumo humano, de lo que se necesita para alimentar a un humano directamente, no todos los animales consumen plantas terrestres. Por ejemplo, las ostras consumen plancton y algas submarinas. En 2010, Christopher Cox escribió:

Biológicamente, las ostras no están en el reino vegetal, pero cuando se trata de comer éticamente, son casi indistinguibles de las plantas. Las granjas de ostras representan el 95 por ciento de todo el consumo de ostras y tienen un impacto negativo mínimo en sus ecosistemas; incluso hay proyectos sin fines de lucro dedicados al cultivo de ostras como una forma de mejorar la calidad del agua. Dado que se cultivan tantas ostras, existe poco peligro de sobrepesca. No se talan los bosques para obtener ostras, no se necesitan fertilizantes y no se desperdicia ningún grano para alimentarlos: tienen una dieta de plancton, que está lo más cerca posible de la cadena alimentaria. El cultivo de ostras también evita muchos de los efectos secundarios negativos de la agricultura de plantas: no se necesitan abejas para polinizar ostras, no se requieren pesticidas para matar otros insectos, y en su mayoría, las granjas de ostras operan sin el daño colateral de matar accidentalmente a otros animales durante la cosecha.

Cox continuó sugiriendo que las ostras serían aceptables para comer, incluso bajo estrictos criterios éticos, si no sintieran: "mientras que podríamos darles el beneficio de la duda [sobre su capacidad de sentir], también podríamos decir que a menos que surja una nueva evidencia de su capacidad para sentir dolor, la duda es tan leve que no hay una buena razón para evitar comer ostras producidas de manera sostenible". Cox ha agregado que, aunque cree en algunas de las razones éticas del vegetarianismo, no es estrictamente vegano o incluso vegetariano porque consume ostras.

### Dolor animal y vegetal
Los críticos del vegetarianismo ético dicen que no hay acuerdo sobre dónde trazar la línea entre organismos que pueden y no pueden sentir. Justin Leiber, profesor de filosofía en la Universidad de Oxford, escribe que:

Montaigne es ecuménico a este respecto, reivindicando la conciencia de las arañas y las hormigas, e incluso describiendo nuestros deberes para con los árboles y las plantas. Singer y Samuel Clarke concuerdan en negar la conciencia a las esponjas. Singer ubica la distinción en algún lugar entre el camarón y la ostra. Él, de manera bastante arbitraria para alguien que se dedica a acusar tan duramente a otros, hace caso omiso de insectos, arañas y bacterias, mientras que para Montaigne no sienten dolor.

También hay quienes sostienen que, aunque solo los animales sufren angustia, las plantas, como todos los organismos, han desarrollado mecanismos para la supervivencia. Ningún organismo vivo puede "querer" morir por el sustento de otro organismo. En un artículo escrito para The New York Times, Carol Kaesuk Yoon argumenta que:

Cuando una planta está herida, su cuerpo inmediatamente se pone en modo de protección. Libera un ramo de sustancias químicas volátiles, que en algunos casos han demostrado inducir a las plantas vecinas a aumentar preventivamente sus propias defensas químicas y en otros casos atraer a los depredadores de las bestias que pueden estar causando el daño a las plantas. Dentro de la planta, los sistemas de reparación se activan y se montan las defensas, cuyos detalles moleculares aún se están resolviendo, pero que implican la señalización de moléculas que atraviesan el cuerpo para unir a las tropas celulares, incluso el alistamiento del genoma mismo, que comienza a batir de proteínas relacionadas con la defensa ... Si lo piensas bien, ¿por qué esperaríamos que cualquier organismo se acostara y muriera para nuestra cena? Los organismos han evolucionado para hacer todo lo que esté a su alcance para evitar que se extingan. ¿Cuánto duraría cualquier linaje si a sus miembros efectivamente no les importara si los matasen?

### Animales muertos en la cosecha
Steven Davis, profesor de ciencia animal en la Oregon State University, argumenta que el principio de menor daño no requiere renunciar a toda la carne. Davis afirma que una dieta que contenga carne de rumiantes alimentados con pasto, como el ganado, matará menos animales que una dieta vegetariana, especialmente si se tienen en cuenta los animales sacrificados por la agricultura.
Esta conclusión ha sido criticada por Jason Gaverick Matheny (fundador de New Harvest, la organización que desarrolla carne in vitro) porque calcula el número de animales muertos por acre (en lugar de por consumidor). Matheny dice que, cuando se ajustan los números, el argumento de Davis muestra que el veganismo es el que menos daño causa. El argumento de Davis también ha sido criticado por Andy Lamey por estar basado en solo dos estudios que pueden no representar las prácticas agrícolas comerciales. Al diferenciar entre los animales sacrificados por maquinaria agrícola y los matados por otros animales, dice que los estudios nuevamente muestran el veganismo como el "mal menor".

## Productos no cárnicos

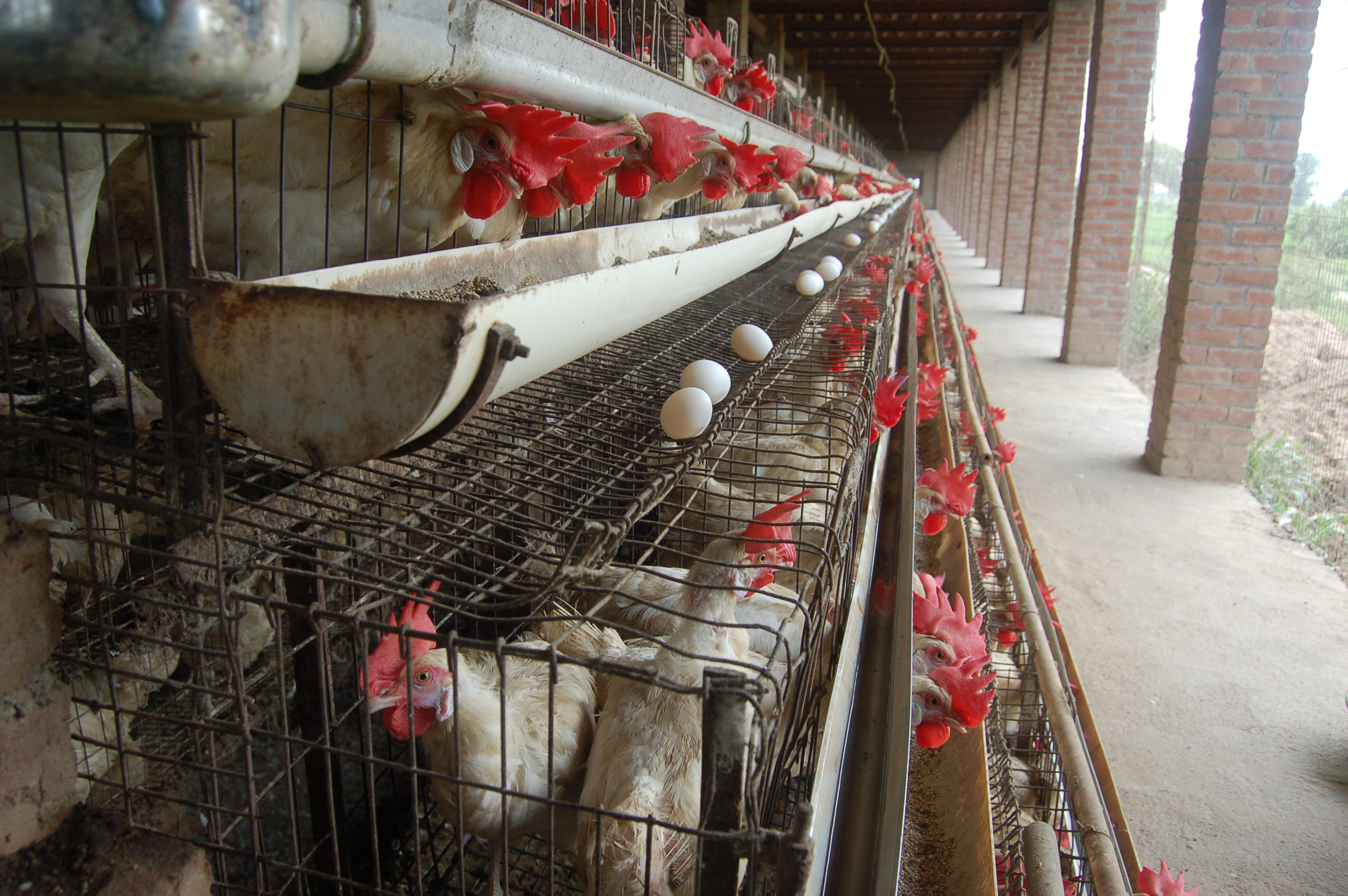
Gallinas ponedoras en jaulas en batería

Una de las principales diferencias entre un vegano y un vegetariano es que el primero evita tanto los huevos como los productos lácteos como la leche, el queso, la mantequilla y el yogur. Los veganos éticos no consumen lácteos ni huevos porque creen que su producción causa sufrimiento animal o muerte prematura.
Para producir leche, la mayoría de los terneros son separados de sus madres poco después del nacimiento y se les alimenta con un sustituto de leche, para usar la leche de las vacas para consumo humano. Los defensores de los derechos animales señalan que esto rompe el vínculo natural entre la madre y su ternero. Los terneros no deseados se sacrifican al nacer o se envían para la producción de ternera. Para prolongar la lactancia, las vacas lecheras permanecen casi permanentemente embarazadas a través de la inseminación artificial. Aunque la esperanza de vida natural de las vacas es de aproximadamente 20 años, después de que al cabo de unos cinco años su producción de leche haya disminuido; se las considera "gastadas" y se las envía al matadero para obtener carne y cuero.
Las jaulas en batería son la forma predominante de alojamiento para las gallinas ponedoras en todo el mundo. Estas jaulas reducen la agresión y el canibalismo entre las gallinas, pero las vuelven estériles, restringen su movimiento y aumentan las tasas de osteoporosis. En estos sistemas, así como en la producción de huevos de corral, los polluelos machos son sacrificados al nacer con el fin de asegurar una nueva generación de gallinas ponedoras de huevos. Se estima que un consumidor medio come doscientos huevos por año a lo largo de setenta años de su vida, con lo que es responsable de la muerte de ciento cuarenta aves. De la misma manera un consumidor medio de leche que bebe 190 kg por año durante setenta años es responsable de la muerte de dos vacas y media.
Otra razón ética para el veganismo es por el efecto ambiental de la producción lechera. Según un informe de la Organización de las Naciones Unidas para la Agricultura y la Alimentación en 2010, el sector lácteo representó el 4 por ciento de las emisiones mundiales de gases de efecto invernadero causadas por el hombre.